# Syndesus cancellatus
Syndesus cancellatus is een keversoort uit de familie vliegende herten (Lucanidae). De wetenschappelijke naam van de soort is voor het eerst geldig gepubliceerd in 1860 door Montrouzier.